# Joachim Jacob Wilster
Joachim Jacob Wilster (5. oktober 1665 – 27. august 1712 ved Stade) var en dansk officer, bror til Peter Jacob, Daniel Jacob og Martin Jacob Wilster.
Wilster var søn af Johan Jacobsen Wilster (1630-1693) og Catharina Hornburch (1633-1719). Han blev 1681 fyrværker i holstenske artilleri; fændrik i Livregiment til fods, fik 19. februar 1687 tilladelse til at gå til Venedig for at deltage i kampen mod tyrkerne på Morea, 18. juli 1688 karakteriseret løjtnant i holstenske artilleri, 1690 kaptajn, deltog i belejringen af Ratzeburg, blev 1698 major af artilleriet, 1703 oberstløjtnant, 1711 oberst til fods og faldt 27. august ved erobringen af Stade.
Han blev gift 15. april 1696 i Glückstadt med Catharine Elisabeth Teutoman (1671 i Nyborg - 16 maj 1723) og fik med hende 10 børn.